# Comunidade de São Romédio

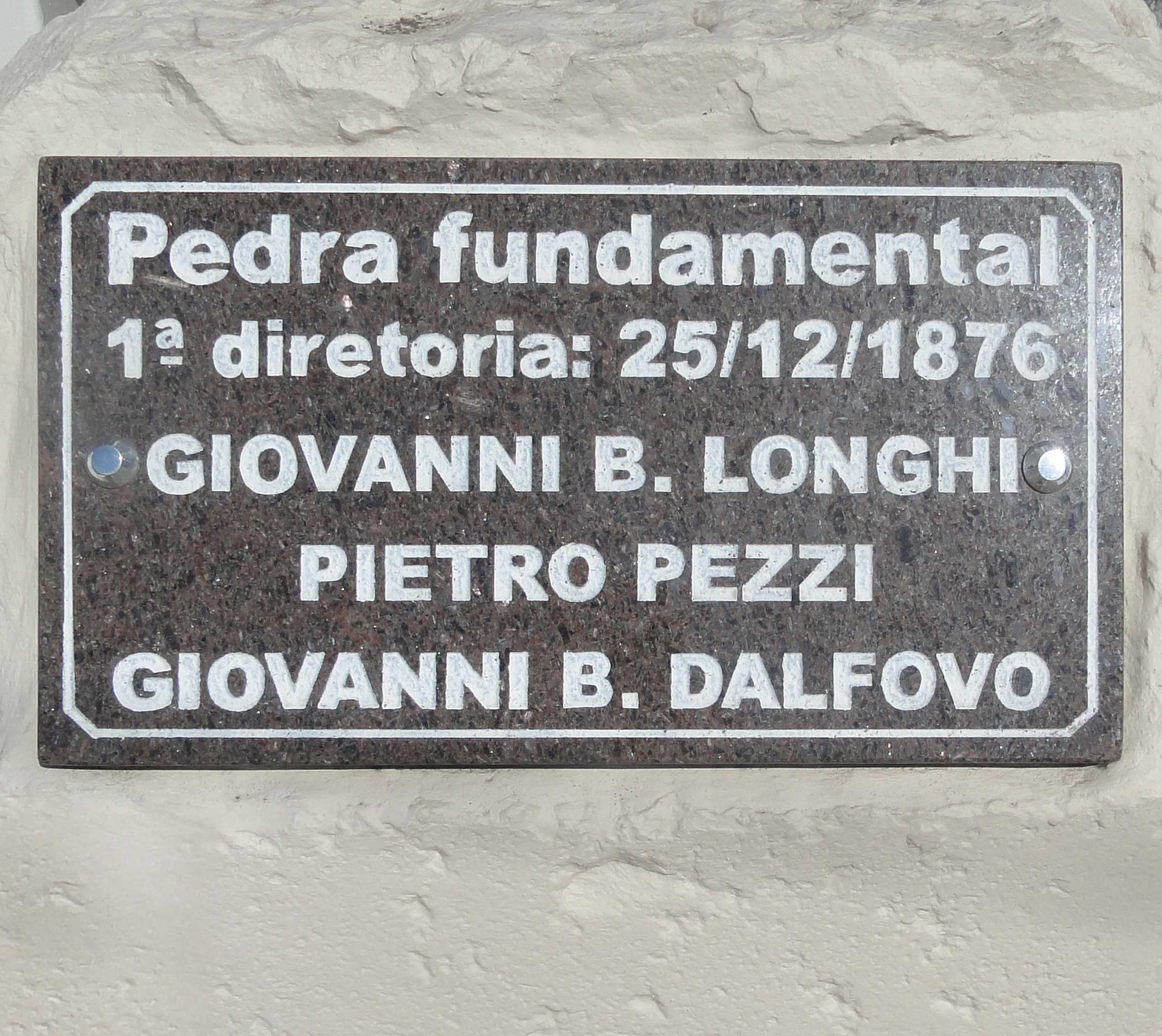
Placa comemorativa na pedra fundamental da Sociedade Igreja de São Romédio, que estruturou a Comunidade.

A Comunidade de São Romédio é uma localidade histórica de Caxias do Sul, Brasil, fundada em meados de 1876, nos albores da colonização italiana no Rio Grande do Sul. 
Embora alguns imigrantes já tivessem chegado a Caxias antes disso, haviam se fixado na 1ª e 2ª Léguas, hoje incluídas no município de Farroupilha. Foi em São Romédio, situada no antigo Travessão Santa Teresa da 5ª Légua, que se estruturou o primeiro núcleo comunitário da atual região urbana caxiense. Por esta razão é considerada o "berço de Caxias", e seu principal marco, a Igreja de São Romédio, em torno da qual a comunidade se expandiu, foi declarada Patrimônio Histórico e Cultural do Estado. A sede urbana principal, a chamada Sede Dante, se organizaria cerca de dois quilômetros ao norte, formando o que hoje é o Centro Histórico de Caxias do Sul, concentrando a administração da Caxias em formação. Atualmente a Comunidade de São Romédio se localiza no bairro Panazzolo.

## História

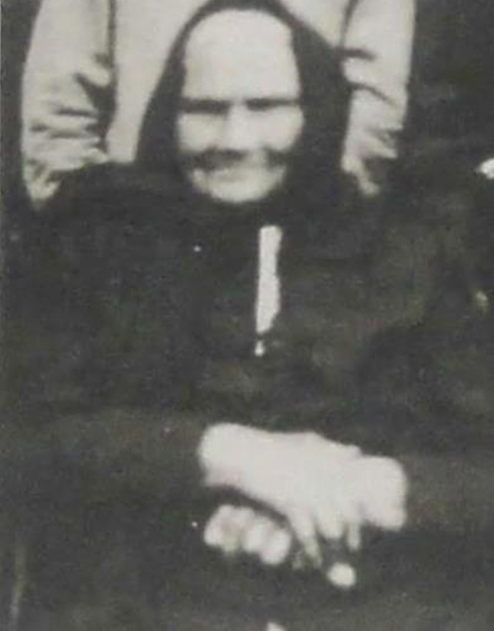
Teresa Pezzi

A partir de junho de 1876 os primeiros imigrantes começaram a chegar a este local, localizado no então chamado Travessão Santa Teresa da 5ª Légua da Colônia Fundos de Nova Palmira (depois Caxias). A comunidade se estruturou espontaneamente, tendo seu marco fundador na criação da Sociedade Igreja de São Romédio em 25 de dezembro de 1876, sendo a primeira associação civil de Caxias do Sul. A ideia de formar uma sociedade partiu de Teresa e Angela Pezzi. A novel entidade iria dedicar-se ao mútuo socorro, tendo sempre uma referência vital na religião, declarando em seus estatutos os objetivos de preservar a fé católica, fundar uma igreja e facilitar a sobrevivência dos colonos, que ao chegarem à região encontraram uma mata virgem para desbravar, receberam pouca ajuda do governo, e tiveram de se valer de si mesmos para quase tudo.
O grupo pioneiro era constituído de 38 pessoas oriundas de diversas vilas trentinas, incluindo crianças, e foram, segundo a tradição, doze os fundadores da sociedade: Angela, Teresa, Pietro e Giuseppe Pezzi, Giovanni Battista Longhi, Giovanni Battista Dalfovo, Angelo e Simone d'Ambros (Dambroz), Fortunato Maschio, Sebastiano Rizzon, Filippo Brustolin e a viúva Lucia Dabrochio (Dalzocchio). Segundo Tessari, provavelmente os familiares dos fundadores também estavam presentes no ato, incluindo Corona, Luigi, Antonia, Giacomina, Giovanni e Pio d'Ambros, Marcolina, Giovanni, Maria e Giuseppe Maschio, Maria e Domenico Rizzon, Giovanni, Angelo, Cassiano, Antonio e Domenica Brustolin, Giuseppe e Giovanna Dabrochio, Catharina Rossi Longhi, dois Giuseppes Longhi, Santo e Basilio Dalfovo e Teresa Tomazzoni Pezzi.

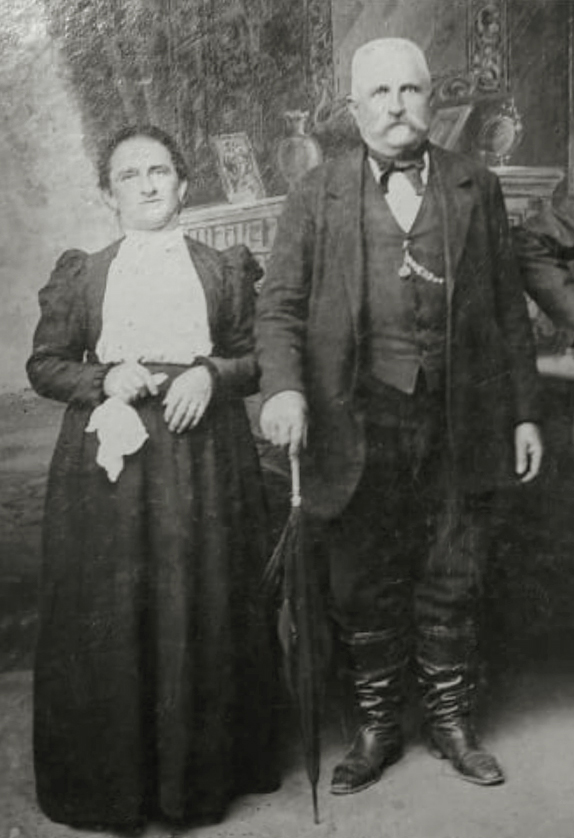
Catharina Rossi e seu marido Giovanni Battista Longhi

À meia-noite do dia da fundação da sociedade, posta sob a proteção de São Romédio, santo de sua devoção na Itália, Teresa Pezzi, ainda uma jovem, rodeada de todos, em meio à escuridão da mata virgem, acendeu uma vela e gritou alto: "Fratelli, il Signor Dio è con noi!" [Irmãos, o Senhor Deus está conosco!], um gesto de significado simbólico, pois fazia uma declaração de fé e ao mesmo tempo representava o ato de tomada de posse do território. Sendo gente de grande devoção religiosa, organizando suas vidas e valores inspirados nas tradições católicas, em breve ergueram um oratório de bambus, que depois foi substituído sucessivamente por duas capelas de madeira, e estas, em 1931, por outra, ainda maior, de alvenaria, que permanece até hoje.
A primeira Diretoria da sociedade foi formada por Giovanni Battista Dalfovo, eleito primeiro capocomune [na Itália, líder comunitário], mais Giovanni Battista Longhi e Pietro Pezzi, que ficaram no cargo até 1894. Neste período foram organizados vários departamentos na sociedade, responsáveis pela catequese, assistência a doentes e moribundos, zeladoria do cemitério e da igreja, organização de velórios, grupos de oração e canto religioso, festividades, jogos e diversões e coleta de fundos. Também se organizaram aulas para os pequenos, incluindo as disciplinas de matemática, língua italiana, história sagrada, geografia e noções de civilidade, a cargo dos professores Basilio e Santo Dalfovo. Tessari acrescenta: "Prestavam assistência espiritual, no início da colonização em São Romédio, as senhoras Catharina Rossi Longhi, Angela Pezzi, a viúva Giustina Brustolin, Teresa Pezzi e Teresa Tomazzoni Pezzi, entre outras, que merecem o nosso eterno respeito e gratidão".

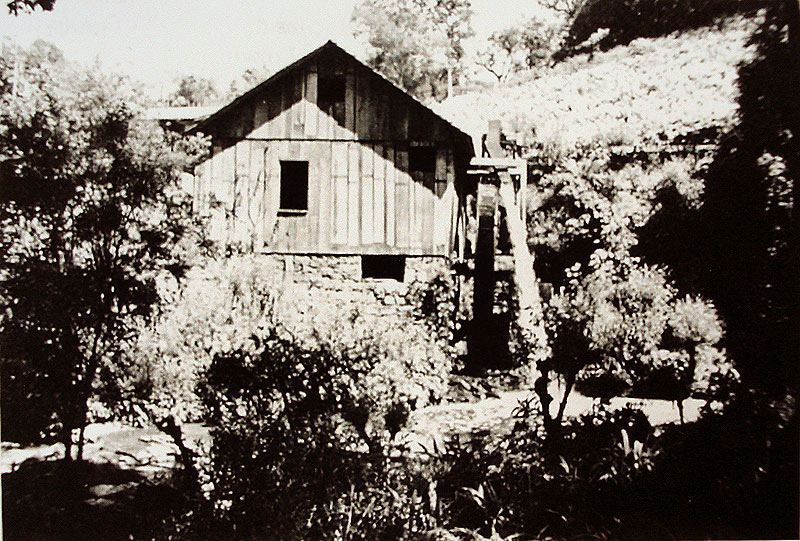
Um dos moinhos existentes na comunidade, 1881

No entanto, o trabalho prático para a sobrevivência material urgia ser feito, e estava todo por fazer. A região era coberta por mata virgem, e só fora habitada antes por índios, erradicados dali pouco antes da chegada dos imigrantes em uma campanha para "limpar a área" para os colonos brancos poderem se instalar sossegados sem temerem ataques. Os colonos rapidamente criaram uma pequena comuna autônoma, similar em sua estrutura e funcionamento às comunas do Trentino, sua terra natal. O sistema socioeconômico que se formou era essencialmente cooperativo, criando uma sólida rede de reciprocidades que garantiu a sobrevivência dos colonos e o rápido florescimento da comunidade, tornando-se em poucas décadas um polo de produção agroindustrial e de devoção religiosa. Entre 1880 e 1890 surgiram 24 indústrias de pequeno e médio porte, entre serrarias, moinhos, ferrarias, cantinas e fábricas de pipas, pregos, cadeiras e móveis e outros negócios.

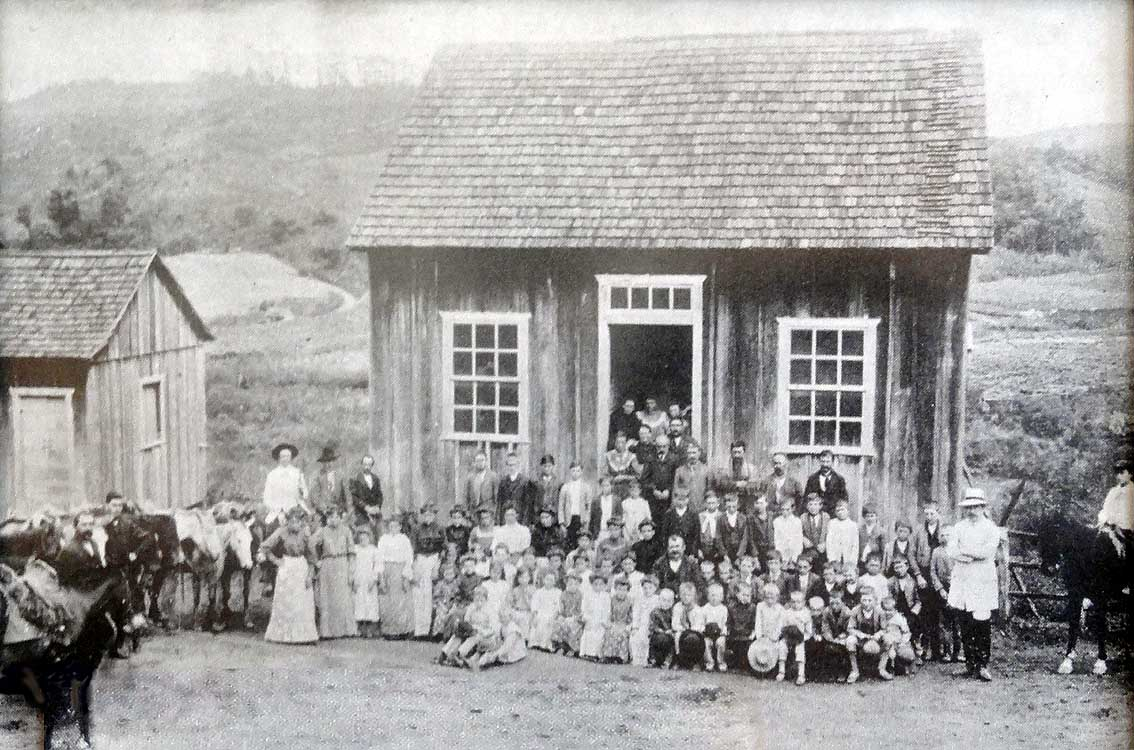
A primeira escola da comunidade, regida pelo professor Silvio Stalivieri, 1908

Também houve preocupação com a educação, a confraternização social e o esporte, sendo construídos uma cancha de bocha, um salão de festas, e uma escola formal, conduzida pelo professor Silvio Stallivieri, que na década de 1910 foi encampada pela Municipalidade. No entanto, nas primeiras décadas do século XX, com a consolidação do centro urbano como o grande polo econômico regional, e com a multiplicação da concorrência de indústrias e comércios de vulto por todo município, sua economia começou a desacelerar rapidamente, o que levou à mudança de várias famílias para outros lugares, acentuando o declínio.
A área permaneceu semi-rural até a década de 1950, quando ainda não havia nenhuma estrada em boas condições que a ligasse ao centro urbano, e só em 1956 passou a contar com rede elétrica. Sua existência permanecia quase despercebida, sendo raríssimas as notícias na imprensa caxiense, e geralmente apenas para divulgar em poucas linhas a festa do padroeiro. Nas décadas seguintes a área perdeu todo o antigo relevo econômico, mas sua população cresceu, adensou sua urbanização, e assumiu um definido perfil residencial.

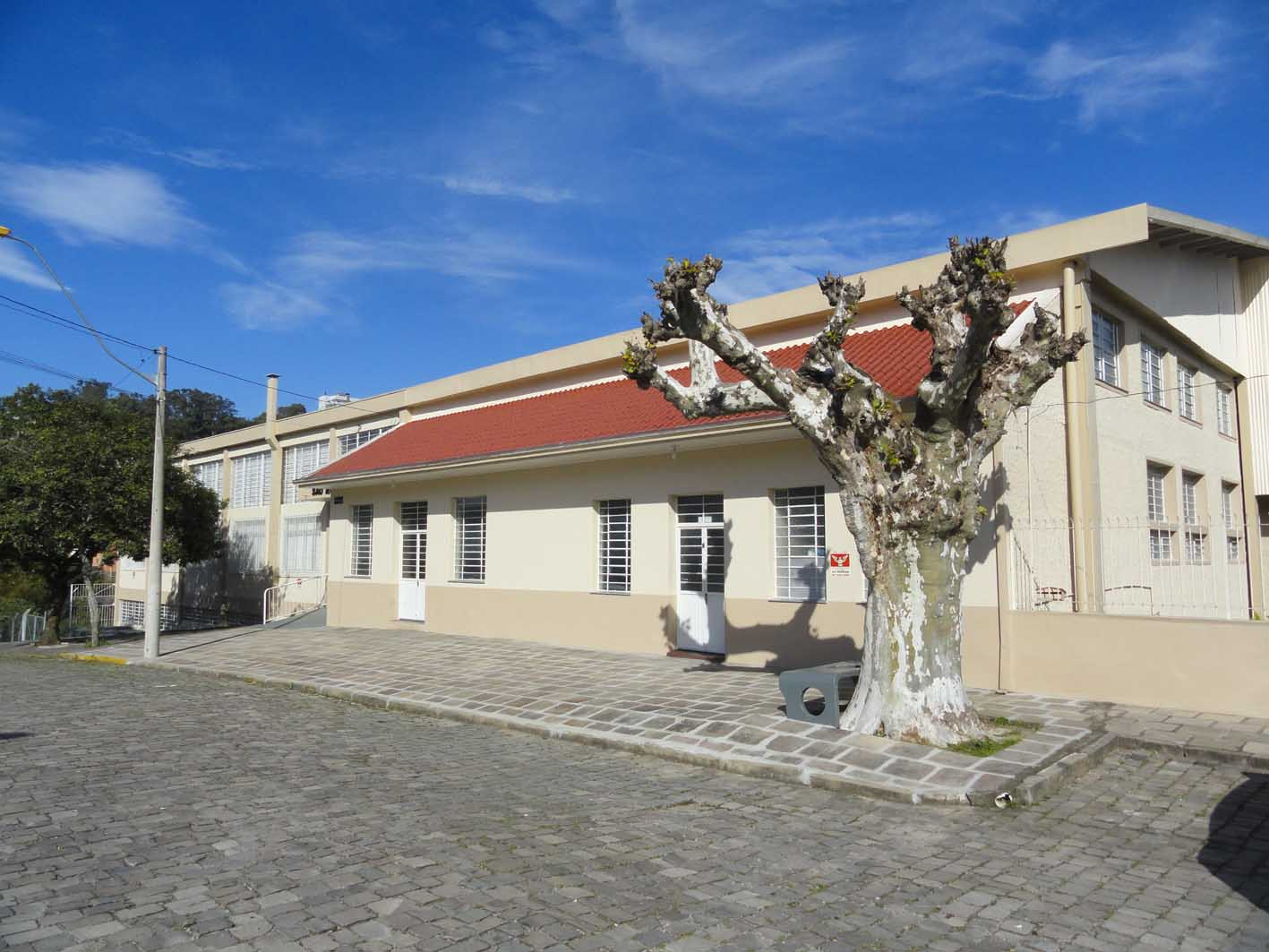
O salão de festas

Sua importância histórica tardou para se reconhecida, e nas grandes comemorações oficiais programadas para 1974 e 1975 pela Comissão do Biênio da Imigração e Colonização no estado, a Comunidade de São Romédio não foi lembrada. Contudo, uma matéria no Pioneiro de 12 de novembro de 1975 assinala que a festa do padroeiro não perdeu por isso seu grande brilho, revestindo-se "de uma vibração e de um êxito acima de qualquer palavra, [...] uma das mais belas, mais autênticas e melhores festas da imigração e colonização italiana", contando com a presença do prefeito, do vice-cônsul da Itália e outras autoridades, e atraindo muitos visitantes de vários pontos do estado e mesmo do exterior. No almoço de confraternização que seguiu-se à missa festiva, foi anunciada a intenção de erguer-se um monumento homenageando a imigração trentina.
Em 2006, para comemorar os 130 anos de fundação da Comunidade, com o apoio do Fundo Pró-Cultura da Prefeitura Municipal, foram feitas pesquisas para resgate de sua história e procedeu-se à instalação de painéis no salão de festas com a descrição desta trajetória, com o objetivo de divulgar o conhecimento histórico do lugar e preservar a identidade da comunidade.

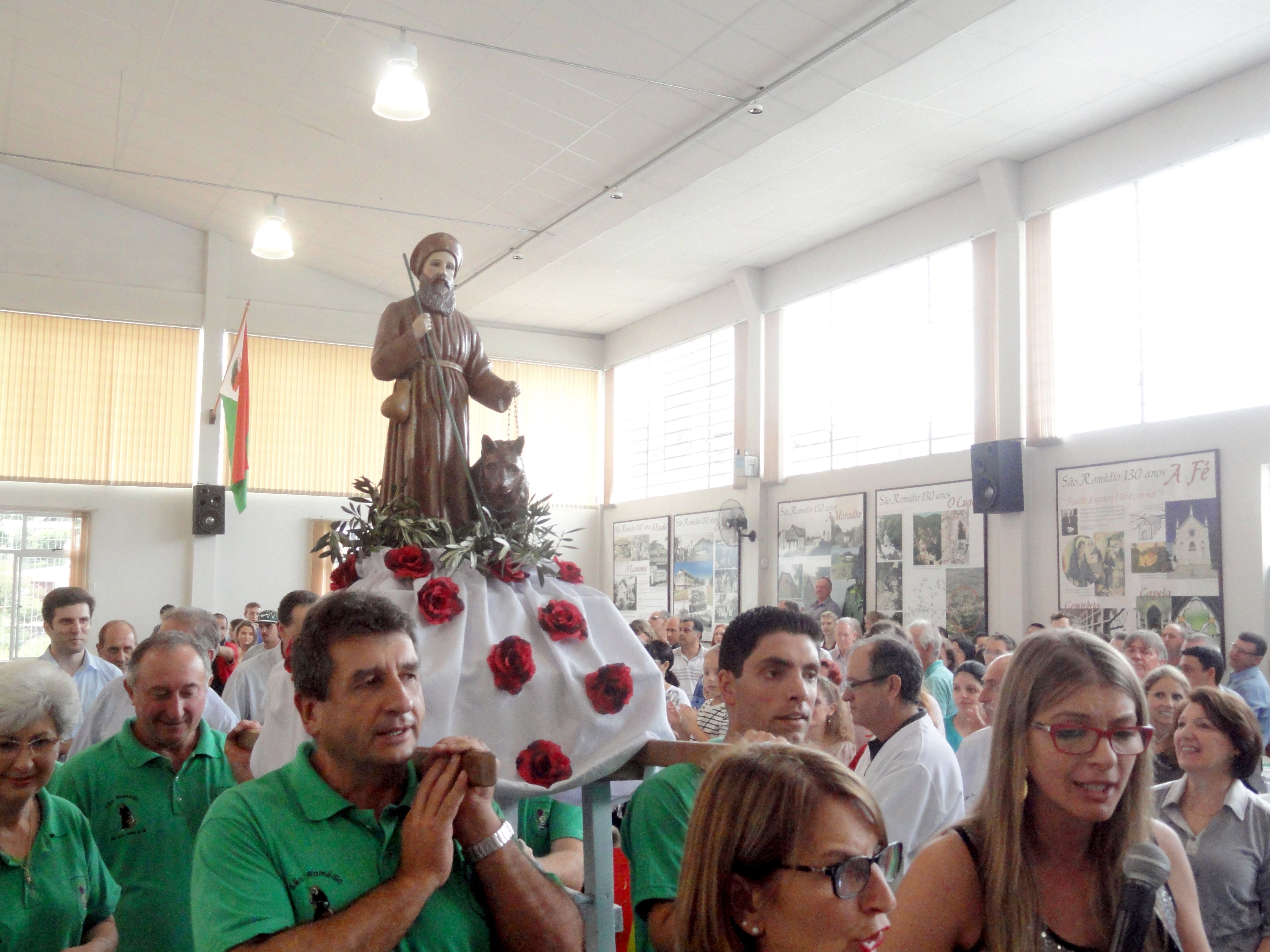
Procissão homenageando São Romédio no salão de festas da Comunidade durante o almoço celebrando os 140 anos de sua fundação.

Em 2016 celebrou seus 140 anos de fundação, e a imprensa local deu grande destaque à data, reconhecendo a sua importância histórica. As comemorações iniciaram em 5 de março com a bênção dos animais de estimação, no dia 12 ocorreu o encontro das 12 comunidades dos Santos Apóstolos, no dia 17 foi celebrada a catequese e no dia 19 uma missa com procissão, encerrando em 20 de abril com a celebração de uma missa festiva pelo bispo diocesano, seguida de um grande almoço no salão de festas comunitário, que contou com a presença do governador do Estado, o prefeito e o vice-prefeito de Caxias, a rainha e princesas da Festa da Uva e outras autoridades.
Vários dos pioneiros hoje batizam ruas da cidade, perpetuando sua memória pela contribuição relevante que deixaram nos árduos primeiros tempos da colonização. A antiga sociedade, atualmente rebatizada Associação da Igreja de São Romédio, ainda mantém intensa atividade comunitária, programando competições de bocha e ações beneficentes, celebrando missas em italiano e promovendo festas e outros eventos onde busca-se a preservação das tradições locais. O salão de festas da Comunidade frequentemente sedia encontros de entidades caxienses. A Associação foi homenageada em 2016 pela Câmara Municipal pela sua constante dedicação à promoção da religião e de atividades diversificadas.

## A Igreja

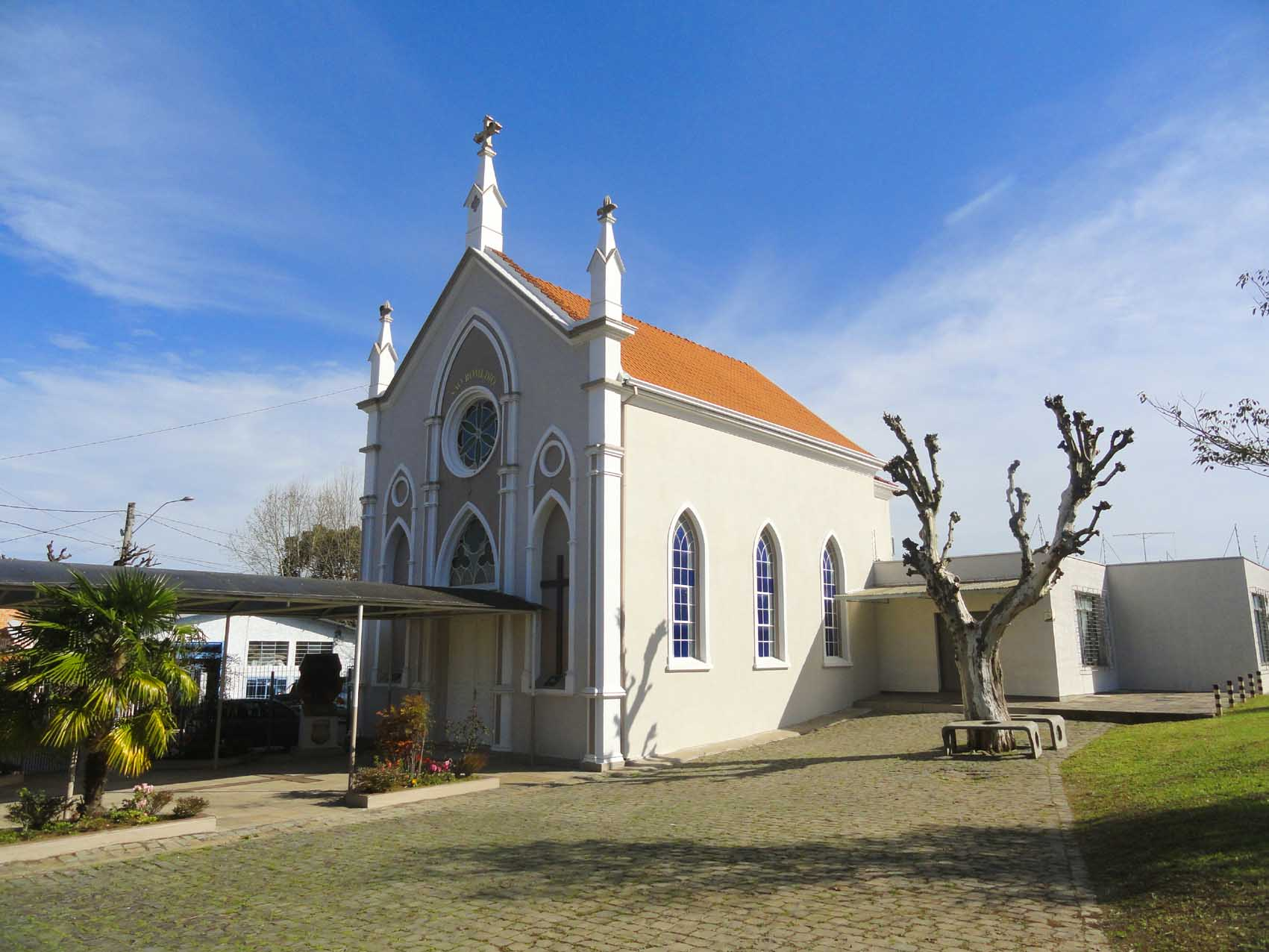
A Igreja de São Romédio.

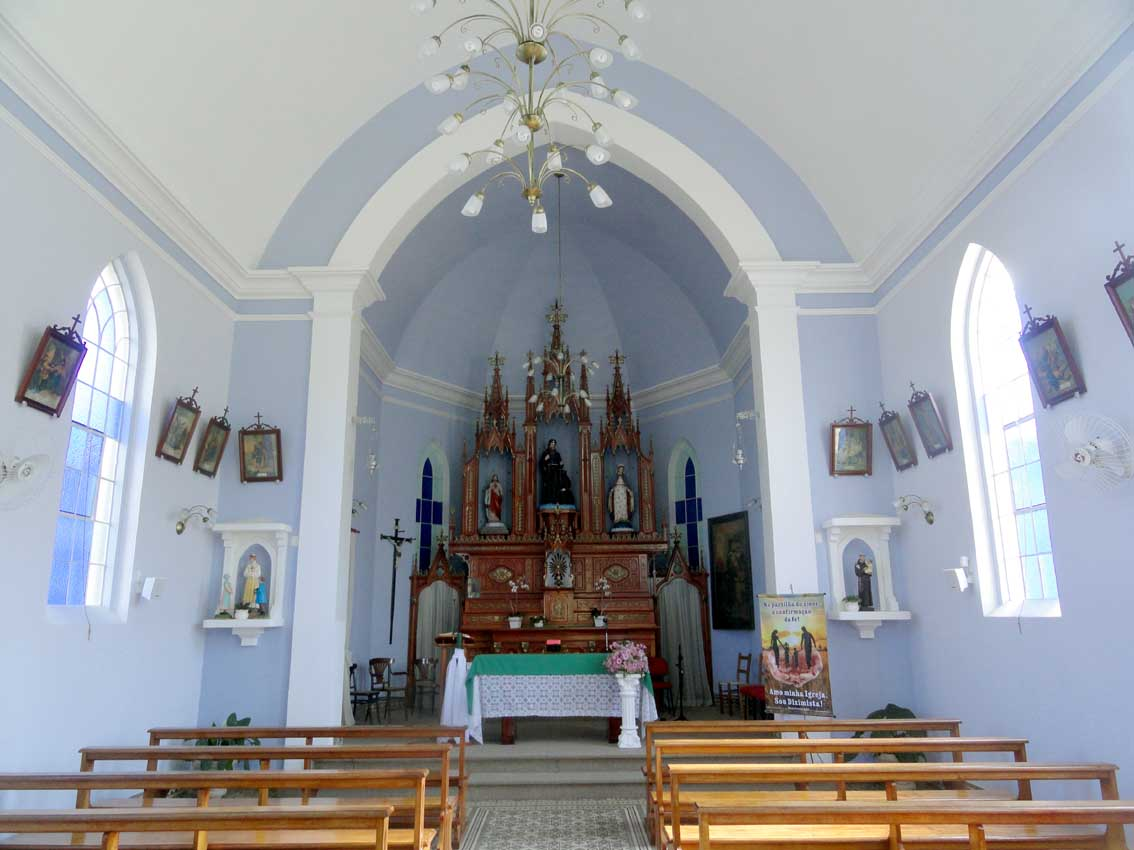
Interior da Igreja.

A fé religiosa foi um dos grandes esteios morais da comunidade ao longo de toda a sua história, ainda havendo assíduas confraternizações comunitárias relacionadas ao calendário católico e carregadas de tintas folclóricas e tradicionais. A data magna da comunidade é 15 de janeiro, o dia festivo de São Romédio, o patrono da Igreja e o santo de devoção dos pioneiros, mas comemora-se em março por causa do calendário escolar.
Depois da primitiva capelinha de bambus, a segunda capela foi erguida em madeira em 1877, em terreno doado por Angelico e Maria Giordano Pedron e a viúva Rosa Fedrizzi, com as obras dirigidas pela primeira Diretoria da sociedade, e inaugurada pelo padre Bartolomeu Tiecher, o primeiro sacerdote da colônia, vindo da Itália com os imigrantes, em 15 de janeiro do ano seguinte. Em 1883 recebeu relíquias de São Romédio, São Vigílio e dos santos mártires Sisinio, Alessandro e Martírio, acompanhadas de certificado de autenticidade assinado pelo bispo de Trento.
Em 1884 a comunidade já contava com 1.080 habitantes e decidiu-se uma ampliação, também em madeira. Em 1903 outros terrenos para a construção do cemitério e do salão de festas foram doados por Giovanni e Maria Pedron, Valentino e Anita Boz, e Giuseppe, Celestina e Raimonda Fedrizzi. Mais terras foram doadas nos anos sucessivos para ampliações do cemitério, pelas famílias Pezzi, Pedron, Battassini e Comunello.
A presente igreja foi levantada em alvenaria. Sua pedra fundamental foi benta em 27 de junho de 1930 pelo cônego da Matriz, dom João Meneguzzi, e lançada em 15 de novembro de 1931. Nesta data a sociedade era presidida por Antonio Fedrizzi, tendo Innocente Comunello como vice, os secretários Alfredo Fedrizzi e Guerino Pezzi, tesoureiros Luminato Pedron e Angelo Madalosso, e Vitório Longhi, Francisco Pezzi e Alvoredo Pellini no Conselho Fiscal. A comissão de obras foi composta por Luminato Pedron, Rodolfo Longhi, Antonio Fedrizzi, Angelo Giordano e João Dalfovo, sendo inaugurada em 20 de maio de 1933 com missa solene e grandes festas, quando a Diretoria da Sociedade era composta por João Dalfovo, presidente; Guerino Pezzi, secretário; Angelo Madalosso, tesoureiro; Alvoredo Pellini, Antonio Fedrizzi e Angelo Giordano no Conselho Fiscal. Tem um estilo Neogótico e suas dimensões são modestas, mas seu interior tem uma expressiva decoração, embora austera. Destaca-se o seu altar-mor, talhado em madeira com douraduras, também no estilo Neogótico, obra da Marcenaria Central, de José Gollo, além de estatuária de Estácio Zambelli, uma Via Sacra de gravuras antigas, o piso de ladrilhos hidráulicos decorados e uma grande pintura de Antônio Cremonese representando São Romédio.

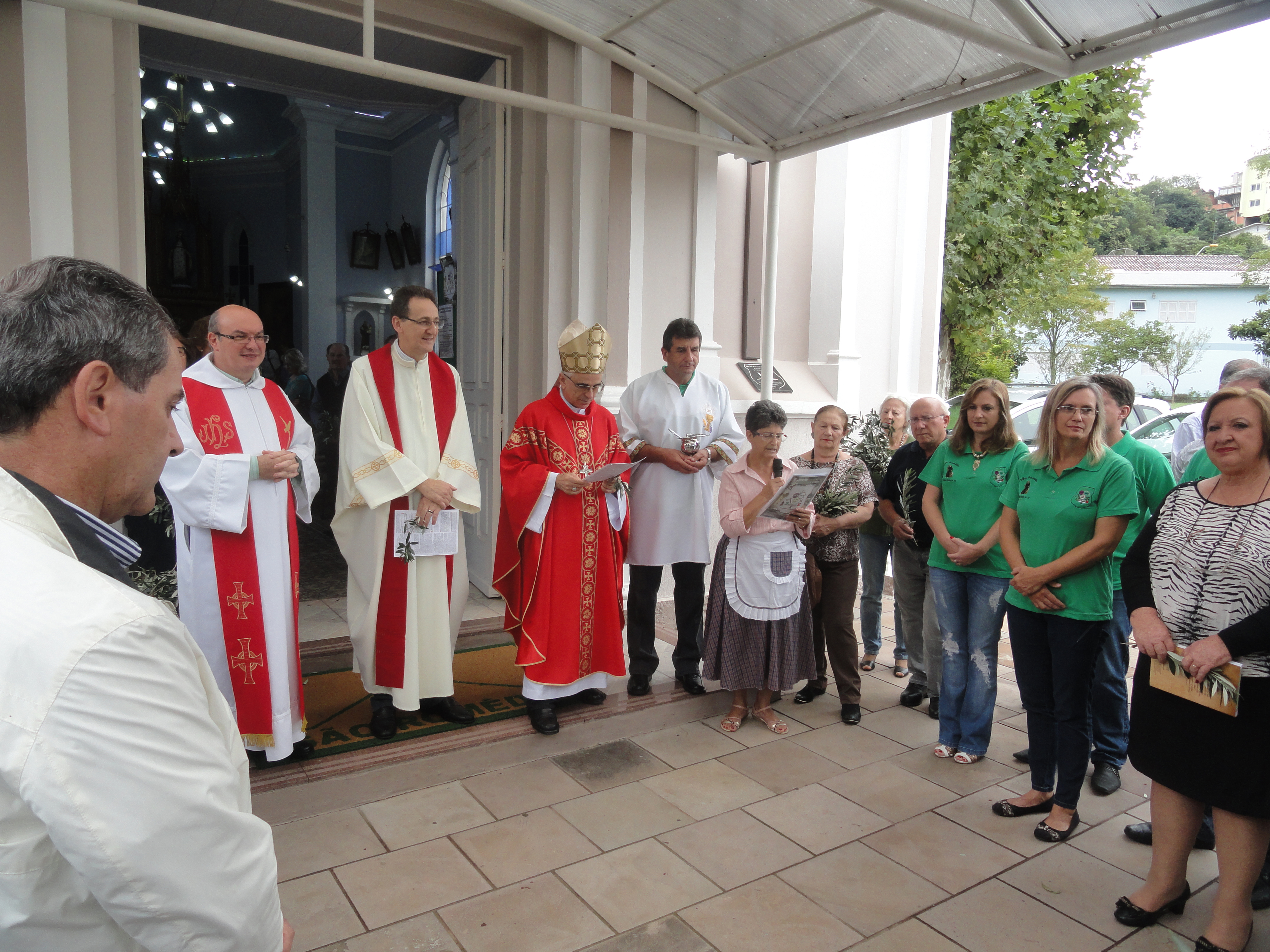
Missa comemorativa dos 140 anos de fundação da Comunidade em 20 de abril de 2016, com a presença do bispo diocesano Dom Alessandro Carmelo Ruffinoni.

A importância da edificação, tão carregada de significado histórico, e sendo exemplo tão importante da arquitetura colonial italiana, foi reconhecida oficialmente, sendo declarada Patrimônio Histórico e Cultural do Estado através da Lei nº 12.440 de 30 de março de 2006. Além disso, a área da comunidade foi definida como residencial no Plano Diretor municipal, ajudando a preservar as características físicas do entorno, embora este já esteja muito modificado desde a época colonial. A Igreja foi integrada aos roteiros turísticos de caráter histórico e patrimonial da cidade, foi restaurada recentemente e está em excelente estado geral de conservação, embora o telhado tenha sido “modernizado”, bem como alguns detalhes do interior, perdendo-se traços importantes da sua autenticidade. O seu campanário de madeira, antes o modelo para a grande maioria das igrejas e capelas, mas hoje raríssimo sobrevivente em toda a região colonial, data de 1949, sendo o segundo a cumprir a função. O primeiro era mais rústico e foi erguido em 1933, ao completar-se a atual Igreja. Em 2011, estando em risco de ruir, foi restaurado e reforçado com uma estrutura interna de metal. Seu sino é o da segunda capela de madeira, datado de 1904, fabricado em Bento Gonçalves pelo imigrante Giovanni Gnoatto. Na justificativa do Projeto de Lei apresentado pelo deputado Ruy Pauletti propondo sua declaração como patrimônio estadual, ele disse:

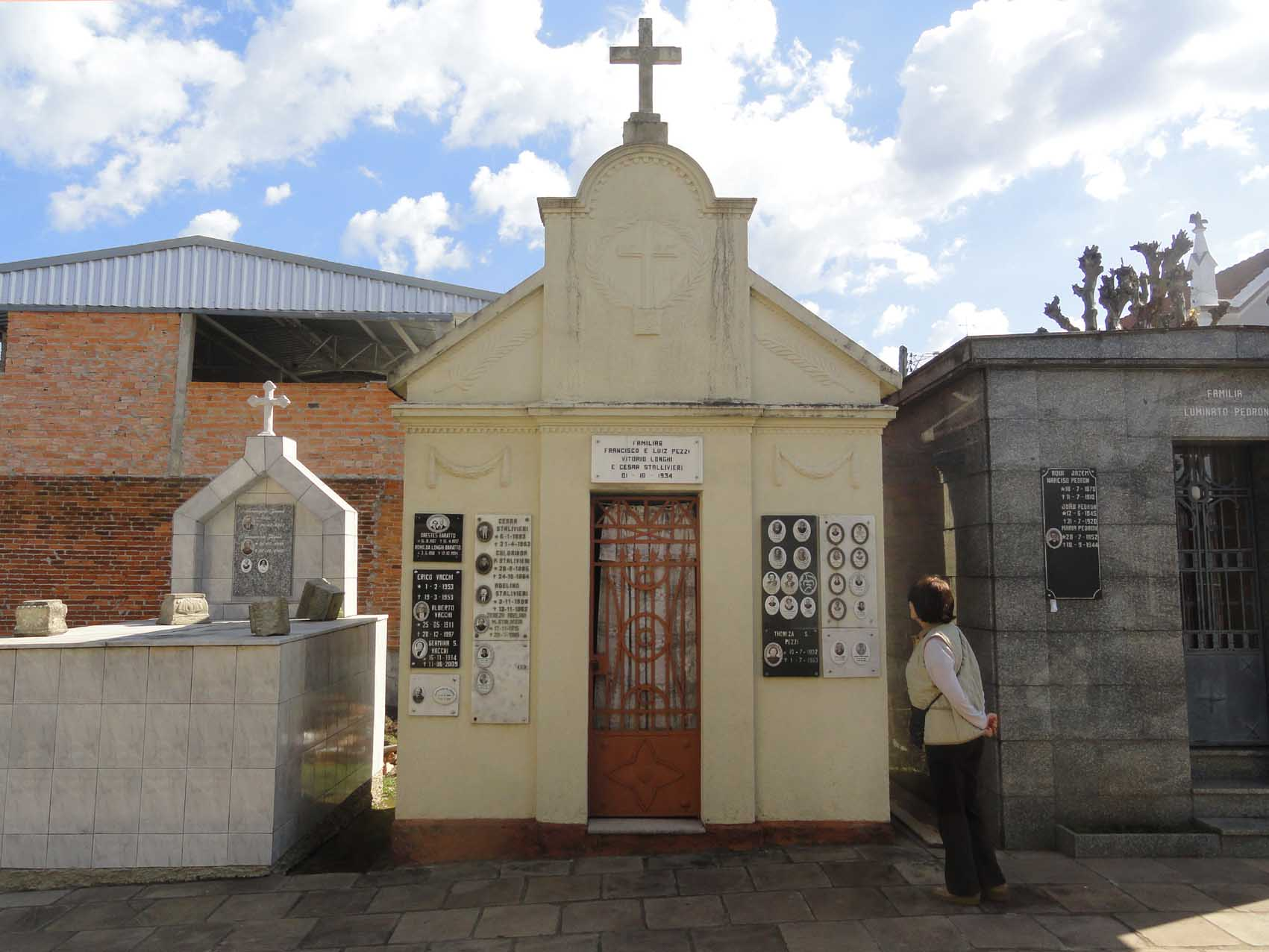
O Mausoléu Pezzi - Longhi - Stalivieri no cemitério de São Romédio.

"A igreja lembra muito os templos da Itália, e nela se materializou a fé indômita dos imigrantes, pioneiros no cultivo da terra, na construção de novas oportunidades. O templo expressa, na singeleza de suas linhas arquitetônicas, a simplicidade dos imigrantes, mas também a sua fortaleza, a sua coragem, a sua fé e a sua esperança nos dias futuros. Pela grande contribuição à cultura e ao progresso gerados na comunidade de São Romédio de Caxias do Sul, entendemos oportuno e conveniente, preservar a memória dos nossos ancestrais, declarando como patrimônio histórico e cultural do Estado do Rio Grande do Sul a Igreja de São Romédio de Caxias do Sul e adjacências, marcos indeléveis de uma saga histórica, da qual somos herdeiros".
O cemitério, localizado entre a igreja e o salão de festas comunitário, onde descansam os despojos da maioria dos pioneiros, ainda preserva uns poucos mausoléus do início do século XX, como os das famílias Pezzi-Longhi-Stalivieri e Longhi-Dalfovo. Entre os mortos enterrados neste campo santo está Catharina Rossi, esposa do pioneiro Giovanni Battista Longhi, conhecida em vida por sua devoção e pelo seu trabalho assistencialista, que ganhou fama de santa quando, 43 anos após sua morte, sua tumba foi aberta e o corpo foi encontrado incorrupto. Segundo conta Tessari, o aspecto do corpo era o de uma pessoa viva, a pele estava macia e apenas recoberta por uma fina camada de pó. O corpo foi então devolvido ao túmulo, e o fenômeno repercutiu pela região, formando-se um folclore e uma pequena devoção em seu redor. Várias graças e curas já lhe foram atribuídas.